# Dávidista hetednapi adventisták
A dávidista hetednapi adventisták (angol: Davidian Seventh-day Adventists) vagy a Hetednapi Adventisták Dávidi Ágának Szövetsége (General Association of Branch Davidian Seventh-day Adventists) egy amerikai apokaliptikus új vallási mozgalom, amely 1955-ben jött létre a hetednapi adventizmus dávidista csoportján belül. A szekta azután vált széles körben ismertté, hogy 1993 tavaszán az amerikai rendvédelmi erők tragikus végkifejletbe menően ostromolták meg a központjukat a texasi Waco közelében.

## Teológia

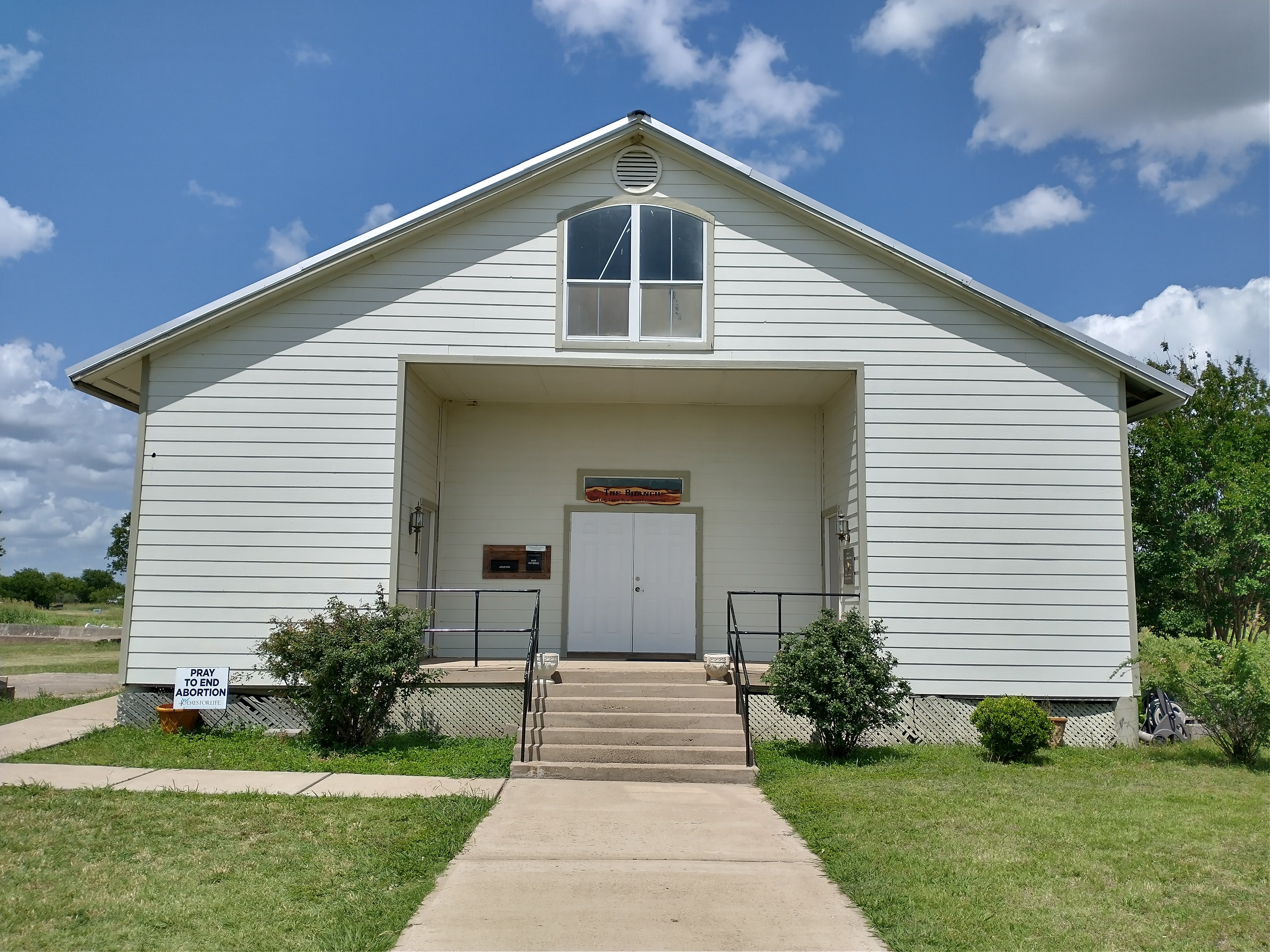
A dávidisták temploma a texasi "Kármel-hegyen"

A csoport apokaliptikus hitelveket tanít. Hisznek benne, hogy az adventista üzenet igazságát képviselik, és hogy az alapító Victor Houteff prófétaként Ellen G. White utódja.
Mint a többi adventista közösségre, jellemző rájuk a milleniumi hiedelem és hogy a végítélet előtti utolsó időkben élünk. Hisznek a bibliai teremtésben és hogy a Föld a teremtés óta csak körülbelül 6000 éves (fiatal-föld kreacionizmus).
Ha, – a Zsoltárok 90,4 alapján, – Isten előtt ezer év olyan, mint egy nap, akkor értelmezésük alapján ebben az időben virrad fel a hetedik nap, ami János Jelenései alapján egyben Krisztus ezeréves földi uralmának kezdetét is jelenti.
A többi adventista csoporttól eltérően hisznek a dávidi királyság újraalapításában, és dolgoznak azon. A mai fő utódközösség elhatárolja magát David Koresh-től, nem osztja a nézeteit és elítéli a tetteit.

## Történet

### Előzmények
1928-ban Victor Houteff (1885–1955), egy hetednapi adventista bolgár bevándorló azt állította, hogy új kinyilatkoztatást kapott a hívők számára. Ezt a Pásztorbot – A 144 ezer – Felhívás a reformációra (The Shepherd's Rod: The 144,000 – A Call for Reformation) című művében közölte. Kijelentéseit az adventista vezetőség nem fogadta el és megosztónak tekintette, amely szerintük eltávolodott az egyház alapvető tanításaitól és normáitól. Ezért őt és követőit kizárták az egyházból.
Houteff 1934-ben a texasi Wacótól nyugatra létrehozta a szervezetének központját és csoportja a dávidisták néven vált ismertté. 1942-ben átnevezte a közösséget Dávidista Hetednapi Adventisták Általános Szövetségének, ami egyúttal jelezte a Dávid-i Izraeli Királyság helyreállításába vetett hitét.
A halála után, 1955-ben egy Benjamin Roden (1902–1978) nevű dávidista új üzenetet kezdett hirdetni Victor Houteff tanításainak folytatásaként, és sikerült átvennie az irányítást a Kármel-hegyi (Mt. Carmel) hívők felett. A közösséget ezután dávidista ágnak (Branch Davidians) nevezték.

### David Koresh

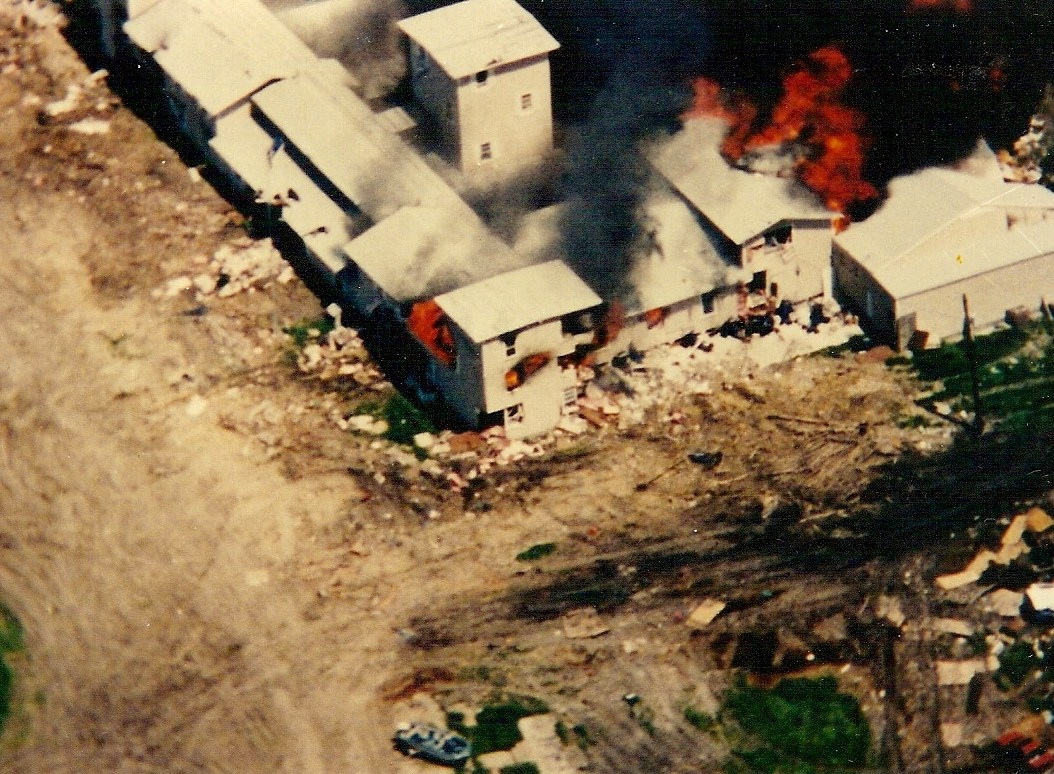
FBI fotó a "Kármel-hegy"ről, az 1993-as wacói ostrom idején

1981-ben csatlakozott a csoporthoz Vernon Wayne Howell (1959–1993), aki később a nevét David Koresh-re változtatta, ami arra utalt, hogy kapcsolatban áll a bibliai Dávid királlyal. Miután megszerezte a közösség irányítását, többnejűséget vezetett be, és a texasi Waco melletti Kármel-hegy (Mount Carmel) nevű farmján a világ végét várták a híveivel és feleségeivel.
Az 1993-as ún. wacói ostrom idejére arra ösztönözte követőit, hogy inkább "a Hét Pecsét tanítványainak" gondolják magukat, mint "dávidistáknak".
1993. február 28-án hajnalban az USA ATF hivatalának ügynökei megpróbáltak végrehajtani egy házkutatási parancsot, amely állítólagos szexuális visszaélés vádjával és illegális fegyverek megsértésével volt kapcsolatos. A félresikerült rajtaütés után azonban ötvenegy napos ostrom alakult ki.

### A wacói ostrom után
Két olyan kisebb csoport is létezik, – a hívei főleg Texasban élnek, – amely ma a dávidisták utódjának vallja magát. Ezek közül egyesek elítélik Koresht, mások továbbra is hiszik, hogy próféta volt. A közös bennük, hogy még mindig a végidőkre várnak.